# タイ・フォン (バンド)
タイ・フォン (Taï Phong) は、ベトナム出身のカーン・マイとタイ・シンの兄弟が中心となり、1972年にフランスで結成されたプログレッシヴ・ロックバンド。1975年に『恐るべき静寂 - Taï Phong』でデビュー。2000年にカーン・マイとステファン・コーサリューを中心に再結成。2014年10月に初来日公演を行った。

## メンバー

### オリジナル・メンバー（『恐るべき静寂』『ウィンドウズ』）
- カーン・マイ (Khanh Maï) - ボーカル、ギター
- タイ・シン (Taï Sinh) - ボーカル、ベース、ギター、シンセサイザー
- ジャン・ジャック・ゴールドマン (Jean-Jacques Goldman) - ボーカル、ギター、ヴァイオリン
- ジャン・アラン・ガルド (Jean-Alain Gardet) - ピアノ、オルガン、シンセサイザー
- ステファン・コーサリュー (Stéphan Caussarieu) - ドラムス、パーカッション

### 第2期メンバー（『ラスト・フライト』）
- カーン・マイ (Khanh Maï) - ボーカル、ギター
- タイ・シン (Taï Sinh) - ボーカル、ベース、ギター、シンセサイザー
- ジャン・ジャック・ゴールドマン (Jean-Jacques Goldman) - ボーカル、ギター、ヴァイオリン
- ステファン・コーサリュー (Stéphan Caussarieu) - ドラムス、パーカッション

アルバム参加
- パスカル・ヴュトリッヒ (Pascal Wuthrich) - ピアノ、キーボード
- マイケル・ジョーンズ (Michael Jones) - テナー・サックス
- ジョニー・ゼールホフ (Johnny Sehlhoff) - ギター

### 再結成メンバー（『サン』）
- カーン・マイ (Khanh Maï) - ギター、ボーカル
- エルヴェ・アコスタ (Hervé Acosta) - ボーカル、コーラス
- アンジェロ・ザルズエロ (Angelo Zarzuelo) - ピアノ、オルガン、シンセサイザー
- ステファン・コーサリュー (Stéphan Caussarieu) - ドラムス、パーカッション、ボーカル、コーラス

### 再結成・第2期メンバー
- カーン・マイ (Khanh Maï) - ギター、ボーカル
- ミケル・ズリータ (Michaël Zurita) - ギター
- ジャン・フィリップ・デュポン (Jean-Philippe Dupont) - キーボード
- クロード・ティル (Claude "Klod" Thill) - ベース
- バーバラ・トマショ (Barbara Tomachot) - コーラス
- シルヴィー・タバリー (Sylvie Tabary) - コーラス
- アイナ・クワシュ (Aïna Quach) - コーラス
- ベンジャミン・ベルジェロル (Benjamin "Benj" Bergerolle) - ドラムス

## 来日公演
- 2014年10月9日 大阪・梅田 Shangri-La、10月11日・12日 川崎 CLUB CITTA'

## ディスコグラフィ

### アルバム
- 『恐るべき静寂』 - Taï Phong (1975年)
- 『ウィンドウズ』 - Windows (1976年)
- 『ラスト・フライト』 - Last Flight (1979年)
- 『旭日の戦士 - サン』 - Sun (2000年)
- 『静寂、抒情、そして無限 - リターン・オブ・ザ・サムライ』 - Return Of The Samurai (2013年)
- 『ライヴ・イン・ジャパン 2014』 - Live in Japan (2016年) ※ライブ・アルバム。同名DVDもあり。